# Tratado Sanín-Robertson
El Tratado Sanín-Robertson, que formalmente lleva el nombre de Tratado sobre Delimitación Marítima entre la República de Colombia y Jamaica, fue un acuerdo de límites que se firmó en Kingston el 12 de noviembre de 1993 entre los ministros de asuntos exteriores de ambos países, Noemí Sanín para Colombia y Paul Douglas Robertson para Jamaica.
El tratado define la frontera como las líneas que conectan los puntos 14°29′37″N 78°38′00″O / 14.49361, -78.63333, 14°15′00″N 78°19′30″O / 14.25000, -78.32500, 14°05′00″N 77°40′00″O / 14.08333, -77.66667, 14°44′10″N 74°30′50″O / 14.73611, -74.51389 y 15°02′37″N 73°27′30″O / 15.04361, -73.45833, donde empieza la frontera entre Haití y Jamaica.
El artículo 3 del tratado establece un Área de Régimen Común, la cual es una zona de administración conjunta para el control, exploración y extracción de los recursos vivos y no vivos; el área está definida por los siguientes puntos:
- En el oeste un arco de 12 millas alrededor de la isla Serranilla.
- Al sur por una línea que conecta ese arco en el punto 15°30′10″N 70°56′00″O / 15.50278, -70.93333, con el punto 14°29′37″N 78°38′00″O / 14.49361, -78.63333.
- Al este por segmentos que unen los puntos 14°29′37″N 78°38′00″O / 14.49361, -78.63333, 15°36′00″N 78°38′00″O / 15.60000, -78.63333, 15°36′00″N 78°25′50″O / 15.60000, -78.43056 y 16°04′15″N 78°25′50″O / 16.07083, -78.43056.
- Al norte por segmentos que unen el arco de la isla Serranilla en el punto 15°58′40″N 79°56′40″O / 15.97778, -79.94444 hasta el punto 16°04′15″N 78°25′50″O / 16.07083, -78.43056 pasando por 16°04′15″N 79°50′32″O / 16.07083, -79.84222, 16°04′15″N 79°50′32″O / 16.07083, -79.84222, 16°04′15″N 79°29′20″O / 16.07083, -79.48889, 16°10′10″N 79°29′20″O / 16.16944, -79.48889, 16°10′10″N 79°16′40″O / 16.16944, -79.27778 y 16°04′15″N 79°15′40″O / 16.07083, -79.26111.

El acuerdo también declara que las partes pueden llevar a cabo las siguientes actividades: exploración del área; uso económico de los recursos naturales, vivos y no vivos de las aguas supradyacentes al lecho y del lecho al subsuelo del mar; establecimiento y uso de islas artificiales, instalaciones y estructuras; investigación científica marina; protección y preservación del medio marino; conservación de los recursos vivos.